# Peter Chambers (roddare)
Peter Chambers, född den 14 mars 1990 i Ballymoney i Storbritannien, är en brittisk roddare.
Han tog OS-silver i lättvikts-fyra utan styrman i samband med de olympiska roddtävlingarna 2012 i London.